# 特克卢喷灯

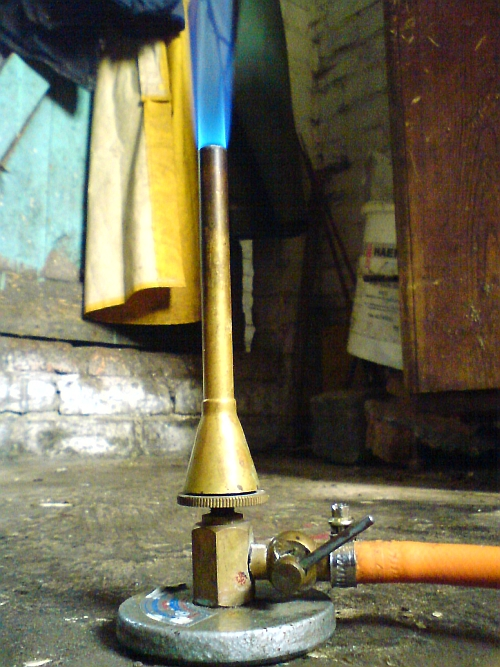

特克卢喷灯（Teclu burner）是一种实验室用燃气喷灯，属于本生喷灯的一种变体，以罗马尼亚化学家尼可拉耶·特克卢命名。它能够提供比本生喷灯更炽热的火焰。管的下部锥形，圆螺母低于其基座。其喷口大小由螺母和管端之间的距离决定，调节的方式类似于本生灯开口槽内空气的流入。特克卢燃烧器提供了更好的方式混合燃料和空气，这就是为什么使得它能够取得比煤气喷灯更高温度的火焰。